# Projekt Pele
Projekt Pele ist ein Projekt des Verteidigungsministeriums der Vereinigten Staaten, mit dem Ziel, einen mobilen Mikro-Nuklearreaktor zum Einsatz in abgelegenen Stützpunkten der Streitkräfte der Vereinigten Staaten zu entwerfen.
2020 wurde das Projekt vom National Space Council der Vereinigten Staaten als für Mond- und Marsmissionen relevant eingestuft.

## Erstverträge
Am 9. März 2020 vergab das Pentagon drei Entwicklungsverträge an:
- BWX Technologies, aus Virginia, über $13,5 Millionen;
- Westinghouse Government Services, aus Washington, D.C., über $11,95 Millionen;
- X-energy, aus Maryland, über $14,3 Millionen.[3]

Der auf zwei Jahre angelegte Designwettbewerb strebt einen Mikroreaktor im Bereich von 1–5 Megawatt an.

## Entwicklung
Von den Drei Erstverträgen – BWX Technologies, Westinghouse  Government Services und X-energy – wurden 2021 lediglich BWX Technologies und X-energy ausgewählt, um ein finales Design für einen Prototyp eines mobilen Mikroreaktors unter der Projekt-Pele-Initiative zu entwerfen.
Im Juni 2022 vergab das „Strategic Capabilities Office“ des US-Verteidigungsministeriums einen Auftrag an BWXT, den Prototyp bis 2024 fertigzustellen.[veraltet]
Die geschätzten Kosten dieses Prototyps liegen bei ungefähr $300 Millionen.
Im Dezember 2022 begann BWXT mit der Herstellung des für den Reaktor benötigten TRISO-Treibstoffs in ihrer Anlage in Virginia.
Der geplante Reaktor soll via Straße, Zug, Lufttransport oder zu Wasser transportiert werden können sowie inhärent sicher sein.